# Lista över kyrkliga kulturminnen i Västerbottens län
Förteckning över kyrkliga kulturminnen i Västerbottens län.

## Bjurholms kommun
| Namn                               | Ursprunglig funktion                           | Byggår      | Arkitekt | Plats | Läge               | Anläggnings-ID | Bild                                    |
| ---------------------------------- | ---------------------------------------------- | ----------- | -------- | ----- | ------------------ | -------------- | --------------------------------------- |
| Bjurholms kyrka (Bjurholm 4:40)    | Kyrka med begravningsplats (1 byggnad)         | 1933 - 1935 |          |       | 63.93107, 19.21098 |                | Ladda upp en till bild av denna byggnad |
| Bredträsks kapell (Bredträsk 4:29) | Kapell,Kapell med begravningsplats (1 byggnad) | 1959        |          |       | 63.88043, 18.58176 |                | Ladda upp en till bild av denna byggnad |
| Markuskapellet (Bjurholm 4:1)      | Kapell (1 byggnad)                             | 1976        |          |       | 63.93132, 19.20987 |                | Ladda upp en till bild av denna byggnad |

## Dorotea kommun
| Namn                          | Ursprunglig funktion                           | Byggår | Arkitekt | Plats | Läge               | Anläggnings-ID | Bild                                    |
| ----------------------------- | ---------------------------------------------- | ------ | -------- | ----- | ------------------ | -------------- | --------------------------------------- |
| Avasjö kapell (Avasjö 1:27)   | Kapell,Kapell med begravningsplats (1 byggnad) |        |          |       | 64.83572, 15.07839 |                | Ladda upp en till bild av denna byggnad |
| Dorotea kyrka (Kyrkan 1)      | Kyrka med begravningsplats (1 byggnad)         |        |          |       | 64.26269, 16.41296 |                | Ladda upp en till bild av denna byggnad |
| Risbäcks kyrka (Risbäck 2:17) | Kyrka med begravningsplats (1 byggnad)         |        |          |       | 64.70263, 15.53480 |                | Ladda upp en till bild av denna byggnad |

## Lycksele kommun
| Namn                                     | Ursprunglig funktion                             | Byggår | Arkitekt | Plats | Läge               | Anläggnings-ID | Bild                                    |
| ---------------------------------------- | ------------------------------------------------ | ------ | -------- | ----- | ------------------ | -------------- | --------------------------------------- |
| Björksele kyrka (Björksele 4:1)          | Kyrka med begravningsplats (1 byggnad)           |        |          |       | 64.99070, 18.51485 |                | Ladda upp en till bild av denna byggnad |
| Forsdala kyrka (Lilla Fontanellen 2)     | Kyrka sammanbyggd med församlingshem (1 byggnad) |        |          |       | 64.58069, 18.67188 |                | Ladda upp en till bild av denna byggnad |
| Kristinebergs kyrka (Kristineberg 1:174) | Kyrka sammanbyggd med församlingshem (1 byggnad) |        |          |       | 65.06259, 18.58005 |                | Ladda upp en till bild av denna byggnad |
| Lycksele kyrka (Kyrkan 3)                | Kyrka med begravningsplats (1 byggnad)           |        |          |       | 64.59841, 18.67586 |                | Ladda upp en till bild av denna byggnad |
| Margaretakyrkan (Lycksele 10:6)          | Kyrka (1 byggnad)                                |        |          |       | 64.60529, 18.66633 |                | Ladda upp en till bild av denna byggnad |
| Vinlidens kyrka (Vinliden 1:91)          | Kyrka (1 byggnad)                                |        |          |       | 64.64420, 17.86996 |                | Ladda upp en till bild av denna byggnad |
| Vänjaurbäcks kapell (Vänjaurbäck 1:59)   | Kapell (1 byggnad)                               |        |          |       | 64.37689, 18.58322 |                | Ladda upp en bild av denna byggnad      |
| Åttonträsks kapell (Åttonträsk 1:33)     | Skola,Kapell (1 byggnad)                         |        |          |       | 64.42513, 18.06243 |                | Ladda upp en bild av denna byggnad      |
| Örträsks kyrka (Örträsk 45:1)            | Kyrka med begravningsplats (1 byggnad)           |        |          |       | 64.13376, 18.98192 |                | Ladda upp en till bild av denna byggnad |

## Malå kommun
| Namn                       | Ursprunglig funktion                                                 | Byggår | Arkitekt | Plats | Läge               | Anläggnings-ID | Bild                                    |
| -------------------------- | -------------------------------------------------------------------- | ------ | -------- | ----- | ------------------ | -------------- | --------------------------------------- |
| Adaks kyrka (Asplund 1:36) | Kyrka sammanbyggd med församlingshem,Kyrka med kyrkotomt (1 byggnad) |        |          |       | 65.35176, 18.58977 |                | Ladda upp en bild av denna byggnad      |
| Malå kyrka (Kyrkan 1)      | Kyrka med begravningsplats (1 byggnad)                               |        |          |       | 65.18379, 18.74117 |                | Ladda upp en till bild av denna byggnad |

## Nordmalings kommun
| Namn                                           | Ursprunglig funktion                             | Byggår | Arkitekt | Plats | Läge               | Anläggnings-ID | Bild                                    |
| ---------------------------------------------- | ------------------------------------------------ | ------ | -------- | ----- | ------------------ | -------------- | --------------------------------------- |
| Hörnsjö skogskapell (Hörnsjö 3:48)             | Kapell (1 byggnad)                               |        |          |       | 63.80083, 19.50267 |                | Ladda upp en till bild av denna byggnad |
| Nordmalings kyrka (Nordmalings Prästbord 1:91) | Kyrka med begravningsplats (2 byggnader)         |        |          |       | 63.57087, 19.50193 |                | Ladda upp en till bild av denna byggnad |
| Norrfors kyrka (Norrfors 1:202)                | Kyrka med begravningsplats (1 byggnad)           |        |          |       | 63.76755, 18.99437 |                | Ladda upp en till bild av denna byggnad |
| Nyåkers kyrka (Nyåker 2:62)                    | Kyrka sammanbyggd med församlingshem (1 byggnad) |        |          |       | 63.76239, 19.31090 |                | Ladda upp en till bild av denna byggnad |
| Rundviks kyrka (Rundvik 47:4)                  | Kyrka sammanbyggd med församlingshem (1 byggnad) |        |          |       | 63.53852, 19.44105 |                | Ladda upp en till bild av denna byggnad |

## Norsjö kommun
| Namn                          | Ursprunglig funktion                   | Byggår | Arkitekt | Plats | Läge               | Anläggnings-ID | Bild                                    |
| ----------------------------- | -------------------------------------- | ------ | -------- | ----- | ------------------ | -------------- | --------------------------------------- |
| Norsjö kyrka (Norsjö 8:88)    | Kyrka med begravningsplats (1 byggnad) |        |          |       | 64.91464, 19.47597 |                | Ladda upp en till bild av denna byggnad |
| Petiknäs kyrka (Petiknäs 6:1) | Gravkapell (1 byggnad)                 |        |          |       | 64.93879, 20.05396 |                | Ladda upp en till bild av denna byggnad |

## Robertsfors kommun
| Namn                                  | Ursprunglig funktion                             | Byggår | Arkitekt           | Plats  | Läge               | Anläggnings-ID | Bild                                    |
| ------------------------------------- | ------------------------------------------------ | ------ | ------------------ | ------ | ------------------ | -------------- | --------------------------------------- |
| Bygdeå kyrka (Bygdeå Kyrkobord 1:1)   | Kyrka med begravningsplats (1 byggnad)           |        |                    |        | 64.06253, 20.86166 |                | Ladda upp en till bild av denna byggnad |
| Nysätra kyrka (Nybyn 28:1)            | Kyrka med begravningsplats (1 byggnad)           | 1707   | Olof Jonsson-Vogel | Ånäset | 64.28151, 21.04080 |                | Ladda upp en till bild av denna byggnad |
| Robertsfors kyrka (Kyrkogården 1)     | Kyrka sammanbyggd med församlingshem (1 byggnad) |        |                    |        | 64.18788, 20.85760 |                | Ladda upp en bild av denna byggnad      |
| Överklintens kyrka (Överklinten 38:1) | Kyrka (1 byggnad)                                |        |                    |        | 64.24568, 20.65821 |                | Ladda upp en till bild av denna byggnad |

## Skellefteå kommun
| Namn                                                          | Ursprunglig funktion                                                                                         | Byggår      | Arkitekt                                 | Plats      | Läge               | Anläggnings-ID | Bild                                    |
| ------------------------------------------------------------- | --- | ----------- | ---------------------------------------- | ---------- | ------------------ | -------------- | --------------------------------------- |
| Alhemskyrkan (Alhemskyrkan 1)                                 | Kyrka med begravningsplats,Gravkapell med begravningsplats (1 byggnad)                                       |             |                                          |            | 64.75766, 21.00065 |                | Ladda upp en till bild av denna byggnad |
| Bolidens kyrka (Bjurliden 1:416)                              | Kyrka (1 byggnad)                                                                                            |             |                                          |            | 64.86622, 20.38422 |                | Ladda upp en till bild av denna byggnad |
| Bureå kyrka (Bureå 6:21)                                      | Kyrka (1 byggnad)                                                                                            |             |                                          |            | 64.61809, 21.20336 |                | Ladda upp en till bild av denna byggnad |
| Burträsks kyrka (Burträsks-Gammelbyn 68:1)                    | Kyrka med begravningsplats (1 byggnad)                                                                       |             |                                          |            | 64.51819, 20.66467 |                | Ladda upp en till bild av denna byggnad |
| Bygdsiljums kyrka (Bygdsiljum 33:1)                           | Kapell (1 byggnad)                                                                                           | 1921        | Edvard Lundqvist                         | Bygdsiljum | 64.34803, 20.50684 |                | Ladda upp en till bild av denna byggnad |
| Byske kyrka (Byske 2:5)                                       | Kyrka (1 byggnad)                                                                                            |             |                                          |            | 64.95763, 21.18740 |                | Ladda upp en till bild av denna byggnad |
| Finnträsk kyrka (Finnträsks Kapell 1:1)                       | Kyrka (1 byggnad) med kyrkopark samt nedanförliggande begravningsplats från år 1837 och gravkapell från 1910 | 1914-15     | Robert och Per Gunnar Lundqvist (kyrkan) | Finnträsk  | 65.10287, 21.04193 |                | Ladda upp en till bild av denna byggnad |
| Fällfors kyrka (Fällfors kyrka 4:10)                          | Kyrka (1 byggnad)                                                                                            |             |                                          |            | 65.12425, 20.78753 |                | Ladda upp en till bild av denna byggnad |
| Kalvträsk kyrka (Kalvträsk 1:95)                              | Kyrka med begravningsplats (1 byggnad)                                                                       |             |                                          |            | 64.67153, 19.78865 |                | Ladda upp en till bild av denna byggnad |
| Kåge kyrka (Storkåge 24:8)                                    | Kyrka (1 byggnad)                                                                                            |             |                                          |            | 64.83380, 20.98610 |                | Ladda upp en till bild av denna byggnad |
| Kågedalens kyrka (Kusmark 56:1)                               | Kyrka med begravningsplats (1 byggnad)                                                                       |             |                                          |            | 64.87611, 20.80201 |                | Ladda upp en till bild av denna byggnad |
| Lövångers kyrka (Sankta Anna kyrka) (Lövångers Prästbord 9:1) | Kyrka med begravningsplats (1 byggnad)                                                                       |             |                                          |            | 64.36826, 21.31841 |                | Ladda upp en till bild av denna byggnad |
| Moröbacke kyrka (Omsorgen 3)                                  | Kyrka sammanbyggd med församlingshem (1 byggnad)                                                             |             |                                          |            | 64.75232, 21.03028 |                | Ladda upp en till bild av denna byggnad |
| Sankt Mikaels kyrka (Mossarotträsk 1:206)                     | Kyrka med kyrkotomt (1 byggnad)                                                                              | 1960        |                                          |            | 65.05793, 20.04109 |                | Ladda upp en till bild av denna byggnad |
| Sankt Olovs kyrka (Kyrkan 1)                                  | Kyrka med begravningsplats (1 byggnad)                                                                       |             |                                          |            | 64.75009, 20.96356 |                | Ladda upp en till bild av denna byggnad |
| Sankt Örjans kyrka (S:t Örjan 1)                              | Kyrka (1 byggnad)                                                                                            |             |                                          |            | 64.69004, 21.24097 |                | Ladda upp en till bild av denna byggnad |
| Sjungande Dalens kyrka (Konserten 1)                          | Kyrka sammanbyggd med församlingshem (1 byggnad)                                                             |             |                                          |            | 64.76230, 20.91942 |                | Ladda upp en bild av denna byggnad      |
| Sävenäs kyrka (Prästen 1)                                     | Kapell (1 byggnad)                                                                                           |             |                                          |            | 64.69270, 21.21050 |                | Ladda upp en bild av denna byggnad      |
| Ursvikens kyrka (Mässpojken 1)                                | Kyrka med kyrkotomt (1 byggnad)                                                                              |             |                                          |            | 64.70295, 21.18497 |                | Ladda upp en bild av denna byggnad      |
| Österjörns kyrka (Jörns gamla kyrka) (Jörn 4:2)               | Kyrka med begravningsplats (1 byggnad)                                                                       | 1855 - 1857 |                                          |            | 65.02846, 20.14094 |                | Ladda upp en till bild av denna byggnad |

## Sorsele kommun
| Namn                                                    | Ursprunglig funktion                           | Byggår | Arkitekt | Plats | Läge               | Anläggnings-ID | Bild                                    |
| ------------------------------------------------------- | ---------------------------------------------- | ------ | -------- | ----- | ------------------ | -------------- | --------------------------------------- |
| Ammarnäs kapell (Ammarnäs 1:1)                          | Kapell,Kapell med begravningsplats (1 byggnad) |        |          |       | 65.96102, 16.21664 |                | Ladda upp en till bild av denna byggnad |
| Bergnäs kåtakyrka (Bergnäs 1:17)                        | Kyrka (1 byggnad)                              |        |          |       | 65.85058, 17.18372 |                | Ladda upp en bild av denna byggnad      |
| Gargnäs kyrka (Gargnäs 1:27)                            | Kapell,Kapell med begravningsplats (1 byggnad) |        |          |       | 65.31189, 17.96249 |                | Ladda upp en till bild av denna byggnad |
| Jillesnåle kapell (Gillesnuole kapell) (Jillesnåle 2:1) | Kapell (1 byggnad)                             |        |          |       | 65.81472, 16.75368 |                | Ladda upp en till bild av denna byggnad |
| Sorsele kyrka (Kyrkan 1)                                | Kyrka med begravningsplats (1 byggnad)         |        |          |       | 65.54184, 17.51536 |                | Ladda upp en till bild av denna byggnad |
| Viktoriakyrkan (Kronoöverloppsmarken 1:1)               | Kyrka (1 byggnad)                              |        |          |       | 65.70057, 16.26204 |                | Ladda upp en till bild av denna byggnad |

## Storumans kommun
| Namn                               | Ursprunglig funktion                   | Byggår | Arkitekt | Plats | Läge               | Anläggnings-ID | Bild                                    |
| ---------------------------------- | -------------------------------------- | ------ | -------- | ----- | ------------------ | -------------- | --------------------------------------- |
| Akkans kapell (Gardsjönäs 1:41)    | Kapell (1 byggnad)                     |        |          |       | 65.44183, 16.53914 |                | Ladda upp en bild av denna byggnad      |
| Dajkanbergs kapell (Harrvik 1:13)  | Kapell (1 byggnad)                     |        |          |       | 65.25209, 16.26117 |                | Ladda upp en bild av denna byggnad      |
| Danasjö kapell (Gardsjönäs 1:46)   | Kyrka med kyrkotomt (1 byggnad)        |        |          |       | 65.534056, 16.5405 |                | Ladda upp en bild av denna byggnad      |
| Stensele kyrka (Kyrkan 5)          | Kyrka (1 byggnad)                      |        |          |       | 65.06516, 17.16291 |                | Ladda upp en till bild av denna byggnad |
| Storumans kåtakyrka (Björken 5)    | Kyrka (1 byggnad)                      |        |          |       | 65.09897, 17.12332 |                | Ladda upp en till bild av denna byggnad |
| Strömsunds kapell (Strömsund 1:24) | Kapell (1 byggnad)                     |        |          |       | 65.32581, 16.63030 |                | Ladda upp en bild av denna byggnad      |
| Tärna kyrka (Laxnäs 1:1)           | Kyrka med begravningsplats (1 byggnad) |        |          |       | 65.71066, 15.26355 |                | Ladda upp en till bild av denna byggnad |
| Umnäs kyrka (Umnäs 1:46)           | Kyrka med begravningsplats (1 byggnad) |        |          |       | 65.43921, 16.08247 |                | Ladda upp en till bild av denna byggnad |
| Vila kapell (Vilasund 9:1)         | Kapell (1 byggnad)                     |        |          |       | 66.05001, 14.91081 |                | Ladda upp en till bild av denna byggnad |
| Voijtjajaure kapell (Lövlund 2:1)  | Kapell (1 byggnad)                     |        |          |       | 65.54897, 15.35895 |                | Ladda upp en till bild av denna byggnad |
| Åskilje kyrka (Åskilje 2:85)       | Kyrka med begravningsplats (1 byggnad) | 1928   |          |       | 64.90882, 17.85937 |                | Ladda upp en till bild av denna byggnad |

## Umeå kommun
| Namn                                                     | Ursprunglig funktion                             | Byggår | Arkitekt | Plats | Läge                 | Anläggnings-ID | Bild                                    |
| -------------------------------------------------------- | ------------------------------------------------ | ------ | -------- | ----- | -------------------- | -------------- | --------------------------------------- |
| Botsmarks kyrka (Botsmark 20:1)                          | Kyrka med begravningsplats (1 byggnad)           |        |          |       | 64.25520, 20.24354   |                | Ladda upp en till bild av denna byggnad |
| Ersboda kyrka (Ersmark 1:60)                             | Kyrka sammanbyggd med församlingshem (1 byggnad) |        |          |       | 63.856667, 20.311667 |                | Ladda upp en till bild av denna byggnad |
| Holmsunds kyrka (Holmsund 4:65)                          | Kyrka sammanbyggd med församlingshem (1 byggnad) |        |          |       | 63.70359, 20.34993   |                | Ladda upp en till bild av denna byggnad |
| Holmöns kyrka (Holmön 21:1)                              | Kyrka med begravningsplats (1 byggnad)           |        |          |       | 63.79889, 20.87175   |                | Ladda upp en till bild av denna byggnad |
| Obbola kyrka (Obbola 22:102)                             | Kyrka sammanbyggd med församlingshem (1 byggnad) |        |          |       | 63.69536, 20.30334   |                | Ladda upp en till bild av denna byggnad |
| Röbäcks kapell (Röbäck 8:23)                             | Kapell (1 byggnad)                               |        |          |       | 63.797483, 20.200333 |                | Ladda upp en till bild av denna byggnad |
| Strömbäcks kyrka (Ström 4:17)                            | Kyrka (1 byggnad)                                |        |          |       | 63.69050, 20.22750   |                | Ladda upp en till bild av denna byggnad |
| Sävars kyrka (Sävar 54:2)                                | Kyrka med begravningsplats (1 byggnad)           |        |          |       | 63.90534, 20.54964   |                | Ladda upp en till bild av denna byggnad |
| Tavelsjö kyrka (Tavelsjö 7:4)                            | Kyrka (1 byggnad)                                |        |          |       | 64.03670, 20.05246   |                | Ladda upp en till bild av denna byggnad |
| Tegs kyrka (Lantbon 13)                                  | Kyrka sammanbyggd med församlingshem (1 byggnad) |        |          |       | 63.81959, 20.25465   |                | Ladda upp en till bild av denna byggnad |
| Umeå landsförsamlings kyrka (Backenkyrkan) (Backen 7:12) | Kyrka med begravningsplats (1 byggnad)           |        |          |       | 63.83071, 20.16992   |                | Ladda upp en till bild av denna byggnad |
| Umeå stads kyrka (Umeå 6:4)                              | Kyrka (1 byggnad)                                |        |          |       | 63.82357, 20.26792   |                | Ladda upp en till bild av denna byggnad |
| Västerslättskyrkan (Näckrosen 5)                         | Kyrka sammanbyggd med församlingshem (1 byggnad) |        |          |       | 63.83653, 20.23253   |                | Ladda upp en till bild av denna byggnad |
| Ålidhemskyrkan (Sofiehem 4:5)                            | Kyrka sammanbyggd med församlingshem (1 byggnad) |        |          |       | 63.81253, 20.30411   |                | Ladda upp en till bild av denna byggnad |

## Vilhelmina kommun
| Namn                              | Ursprunglig funktion                   | Byggår | Arkitekt | Plats | Läge               | Anläggnings-ID | Bild                                    |
| --------------------------------- | -------------------------------------- | ------ | -------- | ----- | ------------------ | -------------- | --------------------------------------- |
| Dikanäs kyrka (Dikanäs 3:1)       | Kyrka med begravningsplats (1 byggnad) |        |          |       | 65.23588, 15.99637 |                | Ladda upp en till bild av denna byggnad |
| Fatmomakke kyrka (Fatmomakke 1:1) | Kapell (1 byggnad)                     |        |          |       | 65.08471, 15.14362 |                | Ladda upp en till bild av denna byggnad |
| Latikbergs kyrka (Latikberg 3:47) | Kyrka med begravningsplats (1 byggnad) |        |          |       | 64.64418, 17.07959 |                | Ladda upp en till bild av denna byggnad |
| Saxnäs kyrka (Saxnäs 10:1)        | Kyrka (1 byggnad)                      |        |          |       | 64.97198, 15.32708 |                | Ladda upp en till bild av denna byggnad |
| Vilhelmina kyrka (Kyrkan 1)       | Kyrka med begravningsplats (1 byggnad) |        |          |       | 64.62971, 16.64572 |                | Ladda upp en till bild av denna byggnad |

## Vindelns kommun
| Namn                                 | Ursprunglig funktion                             | Byggår  | Arkitekt | Plats   | Läge               | Anläggnings-ID | Bild                                    |
| ------------------------------------ | ------------------------------------------------ | ------- | -------- | ------- | ------------------ | -------------- | --------------------------------------- |
| Granö kyrka (Granön 1:54)            | Kyrka sammanbyggd med församlingshem (1 byggnad) |         |          |         | 64.24209, 19.32232 |                | Ladda upp en till bild av denna byggnad |
| Sankt Mikaels kapell (Degerfors 6:2) | Kapell (1 byggnad)                               | 1769-70 |          | Vindeln | 64.19457, 19.70336 |                | Ladda upp en till bild av denna byggnad |
| Vindelns kyrka (Degerfors 49:1)      | Kyrka med begravningsplats (1 byggnad)           |         |          | Vindeln | 64.19458, 19.70336 |                | Ladda upp en till bild av denna byggnad |
| Åmsele kyrka (Åmsele 7:1)            | Kyrka med begravningsplats (1 byggnad)           |         |          |         | 64.52808, 19.33951 |                | Ladda upp en till bild av denna byggnad |

## Vännäs kommun
| Namn                       | Ursprunglig funktion                   | Byggår | Arkitekt | Plats | Läge               | Anläggnings-ID | Bild                                    |
| -------------------------- | -------------------------------------- | ------ | -------- | ----- | ------------------ | -------------- | --------------------------------------- |
| Johanneskyrkan (Kyrkan 1)  | Kyrka (1 byggnad)                      |        |          |       | 63.90423, 19.75374 |                | Ladda upp en till bild av denna byggnad |
| Vännäs kyrka (Vännäs 35:1) | Kyrka med begravningsplats (1 byggnad) |        |          |       | 63.91557, 19.80391 |                | Ladda upp en till bild av denna byggnad |

## Åsele kommun
| Namn                                 | Ursprunglig funktion                   | Byggår | Arkitekt | Plats | Läge               | Anläggnings-ID | Bild                                    |
| ------------------------------------ | -------------------------------------- | ------ | -------- | ----- | ------------------ | -------------- | --------------------------------------- |
| Fredrika kyrka (Viska 1:115)         | Kyrka med begravningsplats (1 byggnad) |        |          |       | 64.07665, 18.40858 |                | Ladda upp en till bild av denna byggnad |
| Långbäckens kapell (Långbäcken 1:25) | Kapell (1 byggnad)                     |        |          |       | 64.35987, 18.11303 |                | Ladda upp en bild av denna byggnad      |
| Åsele kyrka (Åsele 1:23)             | Kyrka (1 byggnad)                      |        |          |       | 64.16374, 17.35492 |                | Ladda upp en till bild av denna byggnad |